# Шабот
Шабот (фр. Chabottes) насеље је и општина у Француској у региону Прованса-Алпи-Азурна обала, у департману Горњи Алпи која припада префектури Гап.
По подацима из 2011. године у општини је живело 770 становника, а густина насељености је износила 77,31 становника/km². Општина се простире на површини од 9,96 km². Налази се на средњој надморској висини од 1080 метара (максималној 1.347 m, а минималној 1.028 m).

## Демографија
| 1962. | 1968. | 1975. | 1982. | 1990. | 1999. | 2011. |
| ----- | ----- | ----- | ----- | ----- | ----- | ----- |
| 391   | 430   | 461   | 453   | 518   | 610   | 770   |

График промене броја становника у току последњих година